# 琅琊榜〈弐〉〜風雲来る長林軍〜
『琅琊榜〈弐〉〜風雲来る長林軍〜』（ろうやぼう に ふううんきたるちょうりんぐん、原題:琅琊榜之风起长林、英題:Nirvana in Fire II）は、2017年の中国のテレビドラマ。『琅琊榜 〜麒麟の才子、風雲起こす〜』の続編。

## 概要
中国の南朝梁(蕭梁)を模した架空の国・梁を舞台に繰り広げられる宮廷政治劇。中国の作家の海宴による架空歴史小説のドラマ化。
日本語字幕翻訳は本多由枝。

## 配信および放送
| 配信サイト・放送局                     | 地域         | 初回                           |
| 东方卫视北京卫视                       | 中国大陸     | 2017年12月18日                 |
| iQIYI                                  | 中国大陸     | 2017年12月18日                 |
| 愛奇藝台灣站                           | 台湾         | 2017年12月18日                 |
| 緯來戲劇台                             | 台湾         | 2018年5月29日                  |
| myTV SUPER                             | 香港         | 2017年12月19日                 |
| YoYo獨播                               | YouTube      | 2017年12月19日                 |
| Astro Quan Jia HD                      | マレーシア   | 2017年12月20日 - 2018年1月11日 |
| Astro Quan Jia HD                      | マレーシア   | 2018年1月13日 - 2018年2月15日  |
| 중화TV                                 | 韓国         | 2018年2月13日                  |
| 衛星劇場                               | 日本         | 2018年3月26日                  |
| 華語劇台                               | 香港         | 2018年5月9日                   |
| Hub VV Drama                           | シンガポール | 2018年5月23日                  |
| チャンネル銀河                         | 日本         | 2018年10月9日                  |
| Astro Shuang Xing Astro Shuang Xing HD | マレーシア   | 2018年11月23日                 |
| BSテレビ東京                           | 日本         | 2019年5月13日 - 2019年7月19日  |
| BSテレビ東京                           | 日本         | 2022年5月23日 -                |

## あらすじ
武靖帝・蕭景琰の即位劇から約50年後の梁。国内は一応の平穏を得ていたものの、北方では北燕や大渝と常に緊張状態にあり、国境地帯を守護する長林軍には大きな兵権が与えられていた。帝位を継いだ武靖帝の嫡男は、長林軍を率いる長林王・蕭庭生に絶大な信頼を寄せていたが、宮廷には長林王に力が傾きすぎることを危惧する朝臣も存在。さらに、常に皇太子の立場を第一に考える皇后荀氏、皇后と皇帝に近づく神官・濮陽纓など、梁の都・金陵には様々な人間の思惑が渦巻いていた。
琅琊閣で修業し政(まつりごと)とは縁の無い日々を送っていた長林王府次子の蕭平旌は、北方で大渝と戦っていた兄の蕭平章の危難を聞いて、兄のいる甘州へと駆けつける。さらに蕭平旌は、兄の危難には裏があるとにらんで金陵まで帰還。これをきっかけに蕭平旌は、梁の皇族として、長林軍を率いる家の軍人として、一筋縄ではいかない政の世界へ足を踏み入れていくこととなる。

## 用語解説
- 琅琊閣（ろうやかく）：情報組織。相応の対価を支払えば、どんな質問にも正確な答えが得られる。
- 金陵[4]（きんりょう）：梁の都。
- 甘州（かんしゅう）：北の国境沿いの要衝。
- 江湖（こうこ）：侠客が属する世界。
- 榜（ぼう）：順位表。
- 御史台（ぎょしだい）：官吏の監察官庁。
- 御史（ぎょし）：監察職。
- 懸鏡司（けんきょうし）：皇帝直属の調査機関。
- 禁軍：皇帝宮を警衛する皇帝直属の軍隊。
- 巡防営（じゅんぼうえい）：都の警固を司る機関。
- 一刻：二時間。
- 掖幽庭（えきゆうてい）：罪人家族の収監場所。
- 娘娘（じょうじょう）：位の高い女性に付ける敬称。
- 内廷司（ないていし）：宮廷事務を司る部門。
- 三省六部（さんしょうりくぶ）：朝廷の中心機関。
- 尚書（しょうしょ）：六部の長官。
- 吏部（りぶ）：人事を司る部門。
- 礼部（れいぶ）：祭祀・礼制を司る部門。
- 刑部（けいぶ）：司法を司る部門。
- 戸部（こぶ）：財政を司る部門。
- 兵部（へいぶ）：国防を司る部門。
- 工部（こうぶ）：公共工事を司る部門。
- 京兆尹（けいちょういん）：都を治める官職。
- 中書令（ちゅうしょれい）：政令の起案担当。
- 知府（ちふ）：州の長官。

## 登場人物

### 主要人物
| 役名   | 演                                           | 紹介 | 声     |
| 蕭平旌 | 劉昊然 (リウ・ハオラン)                      | 長林王府次子 → 甘州営懐化将軍→長林王 第一話では20歳。やんちゃで束縛を嫌う、気ままな自由人。琅琊閣で才能を磨き、武術の修業にも励んだ。兄と父の危難を聞いて琅琊閣から甘州へ駆けつけ、そのまま金陵に帰還する。皇后の面前で従兄弟である皇太子と気安く話すなど、物語開始時点では宮廷での立ち居振る舞いに軽率なところがみられる。                                           | 馬正陽 |
| 蕭平章 | 黄暁明 (ホァン・シャオミン)                  | 長林軍副帥、長林王府世子 平旌の兄。蒙浅雪の夫。 勇猛な軍人で長林軍の柱。日ごろは家族思いの穏やかな人物。長林王府が出過ぎることのないよう父と共に苦心しており、その振る舞いは常に緻密で周到。宮廷での立ち居振る舞いに慣れない弟をしばしばたしなめる。 | 黄暁明 |
| 蒙浅雪 | 佟麗婭 (トン・リーヤー)                      | 長林王府世子妃 平章の妻。快活な性格で武術に長ける。蒙摯の大姪で、荀飛盞とは共にその教えを受けた兄妹弟子。 平章とは元々幼馴染。とても夫婦仲が良い一方、子ができないことに悩んでいる。 | 韓嘯   |
| 林奚   | 張慧雯 (チャン・ホイウェン) 少女期：黄楊鈿甜 | 済風堂堂主 済風堂の医者。老堂主の弟子の中で最も優れた才を持つ。 生後3カ月の時、父が戦死。その直前に、父親同士が彼女を生まれたばかりの平旌の許嫁にすると決めたが、娘を将兵の妻にすることを嫌がった母に連れられて行方をくらませた。その後は済風堂に身を寄せ、医者として育つ。物語序盤で自分と平旌との関係に気付いたが、彼には隠し、淡々とした態度で接し続けようとした。 | 朱蓉蓉 |
| 蕭庭生 | 孫淳                                         | 長林王、長林軍主帥 平章と平旌の父。七珠親王。 武靖帝の養子。かつて梅長蘇によって掖幽庭から救い出された、三人の少年のうちの一人。武靖帝の下で皇太子(後の皇帝)と義兄弟として育ち、彼とは固い絆で結ばれている。皇帝崩御後はその遺詔に従い、伯父(皇伯)として新帝を補佐する。                                                                                              | 孫淳   |

### 梁皇室
| 役名       | 演                  | 紹介 | 声     |
| 蕭元啓     | 呉昊宸              | 萊陽侯 → 萊陽王 皇帝の甥。母から東海王族の血を引く。父・先代萊陽侯は武靖帝の実子(皇帝の実弟)だったが、謀反を企て武靖帝から死を賜った。家族は変わらず皇族として遇され、長林王府との親戚付き合いも続いたものの、母と共に萊陽侯府でひっそりと暮らす。後に、平旌が任された甘州営に軍人として参加。やがて東海との戦でめざましい功績をあげ、萊陽王に封じられる。 | 郭浩然 |
| 皇帝       | 劉鈞                | 大梁皇帝 武靖帝の嫡男。 庭生とは義兄弟として共に育ち、絆は固い。庭生に対しては朝堂でも『兄上』と呼びかける。体が弱い。病を得て崩じる直前、兄の将来を案じ、宗室と朝臣の前で『新帝即位の後は長林王が補佐せよ』との遺詔を残す。 | 劉鈞   |
| 荀氏       | 梅婷                | 大梁皇后 → 大梁皇太后 荀白水の妹。皇太子の母。 兵権を握り皇帝に重用される長林王府を、皇太子の立場を脅かしかねないと見て警戒している。濮陽纓を重用する。 | 梅婷   |
| 蕭元時     | 胡先煦 幼少：葉愷文 | 大梁皇太子 → 大梁皇帝 皇帝と荀氏の子。 父帝崩御後、13歳で即位。父と同じく長林王府を信頼している。 | 斑馬   |
| 蕭景亭     | 李斌                | 寧王 皇帝の叔父。武靖帝の弟。先々帝(昭平帝・蕭選)の第三子。 皇族の長老。 | 郭政建 |
| 淑妃       | 文静                | 故人。東海の王族。墨淄侯の妹。萊陽太夫人の従妹。 難産のため死去。 | 劉校妤 |
| 萊陽太夫人 | 劉琳                | 元啓の母。東海の王族。淑妃の従姉。 東海から淑妃と共に梁へ嫁いできた。息子には、宮廷では目立たぬようにと言い聞かせている。夫への処罰が厳しすぎたとして、皇帝と武靖帝を恨んでいる。長林王府にもあまり良い感情を持っていない。 | 劉琳   |
| 荀安如     | 喬欣                | 萊陽王妃 荀氏と荀白水の姪。早くに親を亡くし、荀白水夫妻に育てられる。純真で穏やかな令嬢。後に、元啓の妻となる。 | 徐佳琦 |

### 梁の朝廷
| 役名   | 演     | 紹介 | 声       |
| 荀飛盞 | 張博   | 禁軍の大統領（禁軍を束ねる将軍） 荀氏と荀白水の甥。 蒙摯の弟子で、浅雪の兄弟子。平章、平旌と親しい。後に琅琊達人榜3位。         | 宝木中陽 |
| 荀白水 | 畢彦君 | 内閣首輔、国舅 荀氏の兄。飛盞の叔父。 宮廷の均衡が崩れることを厭う。兵権を握り皇帝に重用される長林王府を警戒する。              | 李立宏   |
| 濮陽纓 | 郭京飛 | 乾天院上師 白神教の機関・乾天院の長。荀氏の引き立ててで皇帝の病を診る。ある思惑を持って、梁の宮廷に入り込むべく荀氏に近づいた。 | 郭京飛   |
| 岳銀川 | 金澤灝 | 芡州営主将 実直な将軍。対東海戦の折、元啓の指揮の下で功績を挙げた。                                                             | 魏超     |
| 譚恒   | 張雋溢 | 芡州将領 銀川の忠実な副将。佩児に気があるらしい。                                                                               |          |
| 宋浮   | 尤勇智 | 中書令 長林王府を警戒する。 | 宣暁鳴   |
| 張府尹 | 岳暘   | 大同府尹 | 岳暘     |
| 李固   | 馮謙   | 京兆府尹 |          |
| 東青   | 夏凡   | 長林軍の軍人で平章の親衛。 |          |
| 紀琛   | 董月麟 | 斉州善柳営統領 長林軍のみが北方で軍功をあげることに不満を持っている。                                                           | 劉琮     |
| 狄明   | 陳牧揚 | 東境軍参将軍 ある理由で天涯孤独となる。後に、荀白水によって東湖羽林営の統領に任ぜられる。                                       |          |
| 何成   | 邵偉桐 | 元啓の配下。元は長林軍の軍人。                                                                                                  | 王冠南   |

### その他
| 役名     | 演     | 紹介 | 声     |
| 墨淄侯   | 成泰燊 | 墨淄侯→東海国主 淑妃の兄。元啓とは親族にあたる。 琅琊達人榜1位(ただし藺晨よりは劣る)。烏金剣法の創始者。前国主が死去した後に東海の国政を掌握し、琅琊榜から削除された。 | 商虹   |
| 藺晨     | 王慶祥 | 琅琊閣閣主 前作に引き続き登場。武功、才智共に天下一。閣主となってからは、琅琊榜から政に関わる者と官位を持つ者を排除した。平旌のことも琅琊達人榜に載せたがらない。 | 商虹   |
| 雲さん   | 張棪琰 | 済風堂の医者。林奚の助手。 | 張凱   |
| 掌事姑姑 | 賈媛媛 | 東宮で元時に仕える侍女。 | 劉芊含 |
| 藺九     | 張昊唯 | 琅琊閣少閣主 藺晨の最も優れた弟子。 | 姜広涛 |
| 黎老堂主 | 王永泉 | 済風堂老堂主 林奚の師。かつて長林軍の軍医だった。 | 宣暁鳴 |
| 杜仲     |        | 済風堂の医者。黎老堂主の弟子の一人。後に、軍医として平旌と共に甘州営に赴く。 |        |
| 林深     | 馮暉   | 故人。かつて梅長蘇によって掖幽庭から救い出された、三人の少年のうちの一人。蕭庭生の義弟。林奚の父。 20年前、長林軍の軍人として戦死した。 |        |
| 路原     |        | 故人。かつて梅長蘇によって掖幽庭から救い出された、三人の少年のうちの一人。三人の中では最年長。 先代の長林軍左営大将で、武靖帝からは三品侯に封じられていた。萊陽王と組み、武靖帝の治世下では最悪とされた軍の腐敗を招いた。後に自責の念から萊陽王を告発し、一児を遺して妻と自害。死の間際、故郷だった袁州への埋葬を庭生に頼んだ。 |        |
| 蒙栄山   |        | 蒙浅雪の父。蒙摯の甥。 |        |
| 段桐舟   | 邢岷山 | 琅琊達人榜4位。濮陽纓と手を組んでいる。 | 趙銘洲 |
| 恵王     | 魏智   | 北燕の親王 梁との和議のため、使節団を率いて金陵にやってくる。立太子が予定されている。 | 姜広涛 |
| 拓跋宇   | 趙達   | 北燕の王族、瀚海王の第三子 琅琊達人榜5位。瀚海剣法を受け継いでいる。恵王の護衛として金陵にやってくる。 |        |
| 重華     | 施詩   | 北燕の郡主 使節団の一員として金陵にやってくる。武術に秀でる。 | 劉校妤 |
| 覃凌碩   | 晋松   | 大渝の康王、皇属軍の主帥 好戦的で平旌を侮る。皇帝崩御後の梁の国喪期間を狙い、20万の皇属軍を国境に配置する。前主帥・阮英と対立している。 |        |
| 阮英     | 譚凱   | 大渝皇属軍の前主帥 10年にわたって長林軍と戦い、その実力を熟知している。現主帥・覃凌と対立している。 | 張遥函 |
| 佩児     | 朱夢瑤 | 安如の侍女。淮東出身で、対東海戦に巻き込まれ兄一家を亡くしている。 | 蔡娜   |
| 魯昭     | 柴浩偉 | 平旌の副将 | 凌振赫 |
| 戚夫人   | 張齢心 | 東海人。元啓と墨淄侯との間を行き来する連絡係。 | 邱秋   |